# さかろん
さかろん（ラテン文字表記：SAKARON）は、埼玉県坂戸市の公式イメージキャラクター（ゆるキャラ）である。

## 概要
坂戸市の市政40周年を記念して、小・中・高校生からの公募により2016年（平成28年）8月28日に誕生した。市内のご当地マンホールやラッピングポストのデザインにも採用されている。また、埼玉県の「けんこう大使」にも任命されている。ゆる玉応援団の団員No.118。ゆるキャラグランプリ2020では63位。
なお市のコミュニティバスであるさかっちバスの車体デザインは「さかろん」ではなく、坂戸よさこい公式ゆるキャラである「さかっち」のイラストが使用されている。

## 特徴
- 坂戸駅に突如降臨した、坂戸市をPRする使命を背負った自称桜の妖精。
- 首や腕に坂戸市の野菜「ルーコラ」を、しっぽに「すいおう」（サツマイモ）をつけている。
- 住んでいる場所は坂戸市役所内のひみつの部屋。